# Laura Loomer
Laura Elizabeth Loomer (født 21. maj 1993 i Tucson, Arizona) er en amerikansk politisk aktivist og influencer.
Hun er kendt for at sprede højreekstremistiske, islamofobiske og racistiske holdninger, ofte ved hjælp af åbne provokationer og modbeviste konspirationsteorier.

## Hendes liv
Loomer og hendes to brødre voksede op i Arizona i en jødisk familie. Hun gik på Mount Holyoke College, som hun forlod efter et semester, fordi hun følte sig angrebet på grund af sine konservative synspunkter. Hun skiftede til Barry University i Miami Shores og dimitterede i 2015 med en bachelorgrad i radio- og tv-journalistik.

### Aktivisme
Loomer arbejdede for Project Veritas indtil 2017. Derefter rapporterede hun for det højreekstreme website The Rebel Media, og publicerede lejlighedsvis på det højreekstreme website InfoWars, der er kendt for konspirationsteorier og falske nyheder, for Geller Report og American Freedom Defense Initiative. Loomer blev kendt for at være blevet udelukket fra adskillige sociale medieplatforme, herunder Facebook, Instagram og Twitter, samt betalingstjenesteudbydere, biludlejningsfirmaer og mobile madleveringstjenester af forskellige årsager, herunder overtrædelse af politikker for hadefulde ytringer, udgivelse af misinformation, og ekstremistiske holdninger. Loomer blev også udelukket fra flere arrangementer på grund af forstyrrelser, og hendes pressekort blev inddraget.
I marts 2015 brugte Loomer et skjult videokamera til at optage sine samtaler med ansatte på Barry University, hvor hun talte om at stifte en klub kaldet "Sympatiserende studenter til støtte for Islamisk Stat i Irak og Syrien". De bad tilsyneladende kun om, at klubbens navn blev ændret til "Studenter til støtte for Mellemøsten". Project Veritas, som allerede havde udgivet lignende, hemmeligt optagede videoer af venstreorienterede grupper, delte også denne optagelse. Universitetet suspenderede Loomer, som var formand for universitetets Young Republicans Club, for at have overtrådt adfærdskodekset. En professor indgav en klage. Ifølge en medarbejder i Hillary Clintons præsidentkampagne forsøgte Loomer og to andre kvinder, der udgav sig for at være tilhængere af hendes kandidatur, at lokke medarbejdere til at tage imod ulovlige pengedonationer i juli 2015. Ifølge kampagnen overholdt de involverede medarbejdere loven.
På dagen for præsidentvalget i 2016 gik Loomer ind på et valgsted klædt i burka og bad om en stemmeseddel under navnet Huma Abedin, en af Hillary Clintons medarbejdere. Den 10. juni 2017 holdt hun en tale til en skare af "anti-sharia"-demonstranter i New York City, organiseret af ACT for America, og fordømte "liberale, der tilslutter sig sharia-lovgivning". Hun placerede en burka på statuen af Fearless Girl.
I april 2023 blev det rapporteret, at Donald Trump ønskede at rekruttere Loomer til en rolle i den kommende valgkampagne. Ideen siges dog at have mødt modstand fra Trumps team. Kongresmedlem Marjorie Taylor Greene siges at have advaret mod at ansætte en "bevist løgner". Siden oktober 2023 har Loomer offentliggjort falske rapporter om krigen mellem Israel og Hamas. Under præsidentvalgkampen i 2024 ledsagede Loomer Donald Trump til flere aftaler, herunder tv-debatten med Kamala Harris. Efterfølgende beskyldte skuffede republikanere Loomer for at opmuntre Trump til at benytte sig af personlige angreb og fremmedfjendske myter. Under debatten gentog Trump det racistiske rygte, som Loomer havde sat i omløb, om det påståede forbrug af kæledyr i Springfield, Ohio, ifølge hvilket migranter fra Haiti (den haitianske diaspora) stjæler kæledyr fra amerikanere for at spise dem. Republikanske kampagnefolk frygtede, at dette ville skræmme ubeslutsomme vælgere væk. Marjorie Taylor Greene kaldte Loomers angreb på Harris "appalling and extremely racist“ (rystende og ekstremt racistisk).

### Politiske kandidaturer
Loomer stillede op som republikansk kandidat til Floridas 21. kongresdistrikt ved valget til Repræsentanternes Hus i 2020 efter at have vundet det republikanske primærvalg. Ved valget tabte hun til demokraten Lois Frankel. I det republikanske primærvalg til Floridas 11. kongresdistrikt i 2022 blev hun snævert besejret af den siddende Daniel Webster.